# Andrzej Rakowski

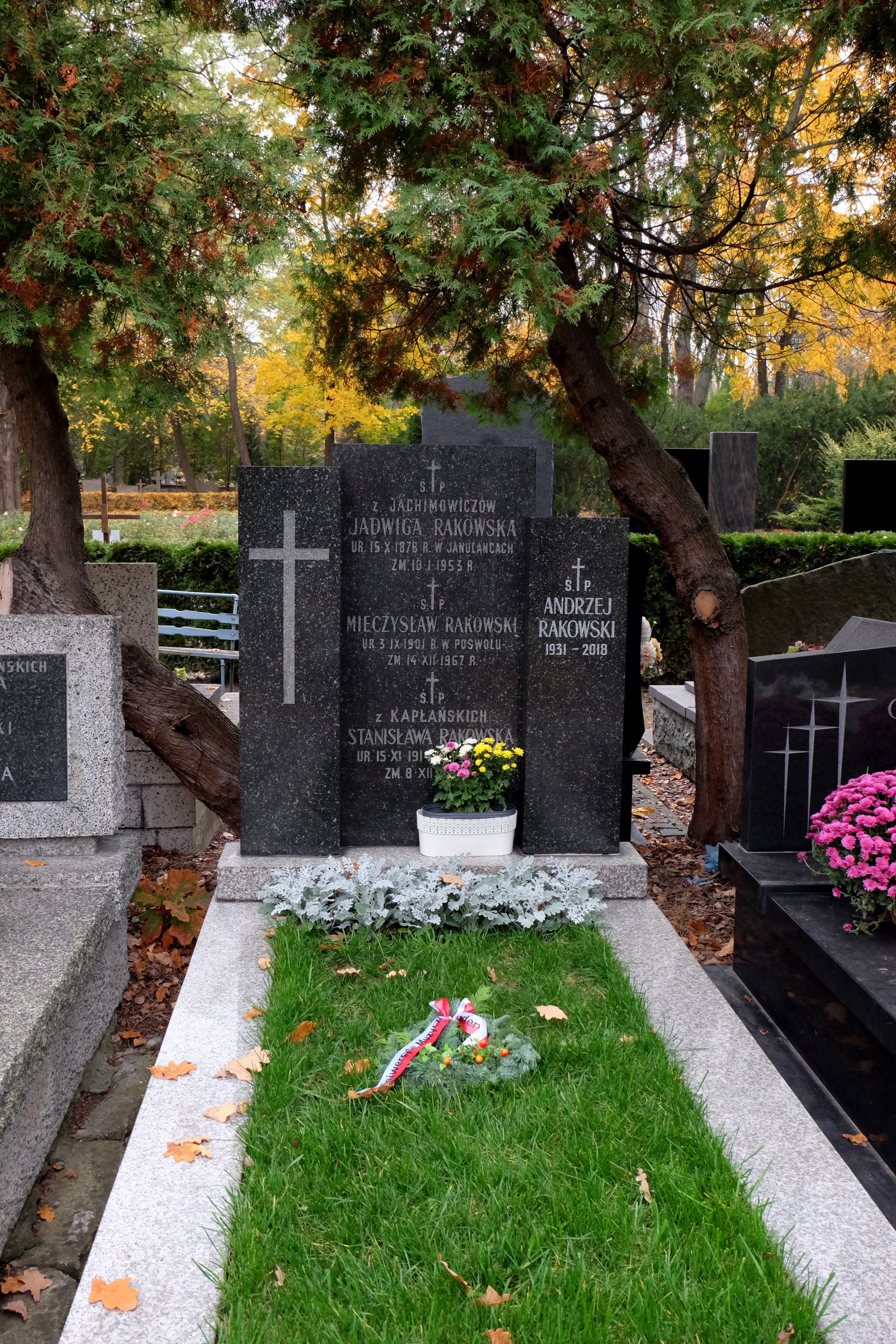
Grób Andrzeja Rakowskiego na Cmentarzu Wojskowym na Powązkach w Warszawie

Andrzej Rakowski (ur. 16 czerwca 1931 w Warszawie, zm. 3 kwietnia 2018 tamże) – polski muzykolog, specjalista w zakresie akustyki, profesor sztuk muzycznych, nauczyciel akademicki, w latach 1981–1987 rektor Akademii Muzycznej w Warszawie.

## Życiorys
W 1957 ukończył studia na Wydziale Łączności Politechniki Warszawskiej, a rok później studia na Wydziale Kompozycji, Dyrygentury i Teorii Muzyki Państwowej Wyższej Szkoły Muzycznej w Warszawie. W 1963 na pierwszej z tych jednostek uzyskał stopień naukowy doktora na podstawie pracy poświęconej akustyce instrumentów muzycznych. W 1977 habilitował się z muzykologii na Uniwersytecie Warszawskim. W 1982 otrzymał tytuł profesora sztuk muzycznych.
Był zawodowo związany ze stołeczną PWSM (przekształconą następnie w Akademię Muzyczną im. Fryderyka Chopina). W 1968 przyczynił się do utworzenia Katedry Akustyki Muzycznej, którą kierował nieprzerwanie do 2001. Na tej uczelni doszedł w 1989 do stanowiska profesora zwyczajnego. Od 1972 do 1974 był prorektorem PWSM. W 1981 został przewodniczącym uczelnianej „Solidarności”. W latach 1981–1987 przez dwie kadencje zajmował stanowisko rektora Akademii Muzycznej.
Pracował także jako wykładowca w Katedrze Muzykologii Uniwersytetu im. Adama Mickiewicza w Poznaniu oraz w Instytucie Muzykologii Uniwersytetu Warszawskiego. Był członkiem Centralnej Komisji do Spraw Stopni i Tytułów i przewodniczącym Komitetu Akustyki Polskiej Akademii Nauk (następnie honorowym przewodniczącym tej instytucji).
W latach 50. zajmował się także pracą jako inżynier i reżyser dźwięku. Od 1963 do 1970 pełnił funkcję konsultanta akustycznego Teatru Wielkiego w Warszawie. Zaprojektował kilka sal koncertowych w zakresie akustyki. Został redaktorem działu akustycznego Wielkiej Encyklopedii Muzycznej PWM, a także członkiem rad redakcyjnych periodyków muzycznych. W 1963 brał udział w zakładaniu Polskiego Towarzystwa Akustycznego, należał też m.in. do Polskiego Towarzystwa Fonetycznego i Sekcji Muzykologów Związku Kompozytorów Polskich. Był członkiem rzeczywistym PAN.
Został pochowany na Cmentarzu Wojskowym na Powązkach (kwatera G–1–46).

## Odznaczenia i wyróżnienia
Odznaczony m.in. Krzyżem Komandorskim Orderu Odrodzenia Polski (2011). W okresie PRL był odznaczony Krzyżem Kawalerskim tego orderu oraz Złotym i Srebrnym Krzyżem Zasługi. Otrzymał także nagrody resortowe w 1966 (II stopnia), 1973 (zespołową) oraz 1982 (I stopnia).

## Wybrane publikacje
- Kategorialna percepcja wysokości dźwięku w muzyce, PWSM, Warszawa 1978
- Kształtowanie i percepcja sekwencji dźwięków muzycznych (red.), Wyd. AM im. Fryderyka Chopina, Warszawa 2002
- Podstawowe uwarunkowania dostępu dzieci i młodzieży do kultury muzycznej (opracowanie), Wyd. AM im. Fryderyka Chopina, Warszawa 1986
- Studia nad wysokością i barwą dźwięku w muzyce (red.), Wyd. AM im. Fryderyka Chopina, Warszawa 1999